# Lismore, Minnesota
Lismore là một thành phố thuộc quận Nobles, tiểu bang Minnesota, Hoa Kỳ. Năm 2010, dân số của thành phố này là 227 người.

## Dân số
- Dân số năm 2000: 238 người.
- Dân số năm 2010: 227 người.